# Бургшвалбах
Бургшвалбах (њем. Burgschwalbach) општина је у њемачкој савезној држави Рајна-Палатинат. Једно је од 137 општинских средишта округа Рајн-Лан. Према процјени из 2010. у општини је живјело 1.118 становника. Посједује регионалну шифру (AGS) 7141020.

## Географски и демографски подаци
Бургшвалбах се налази у савезној држави Рајна-Палатинат у округу Рајн-Лан. Општина се налази на надморској висини од 170 метара. Површина општине износи 9,2 km². У самом мјесту је, према процјени из 2010. године, живјело 1.118 становника. Просјечна густина становништва износи 121 становника/km².